# Kamień Majmuny

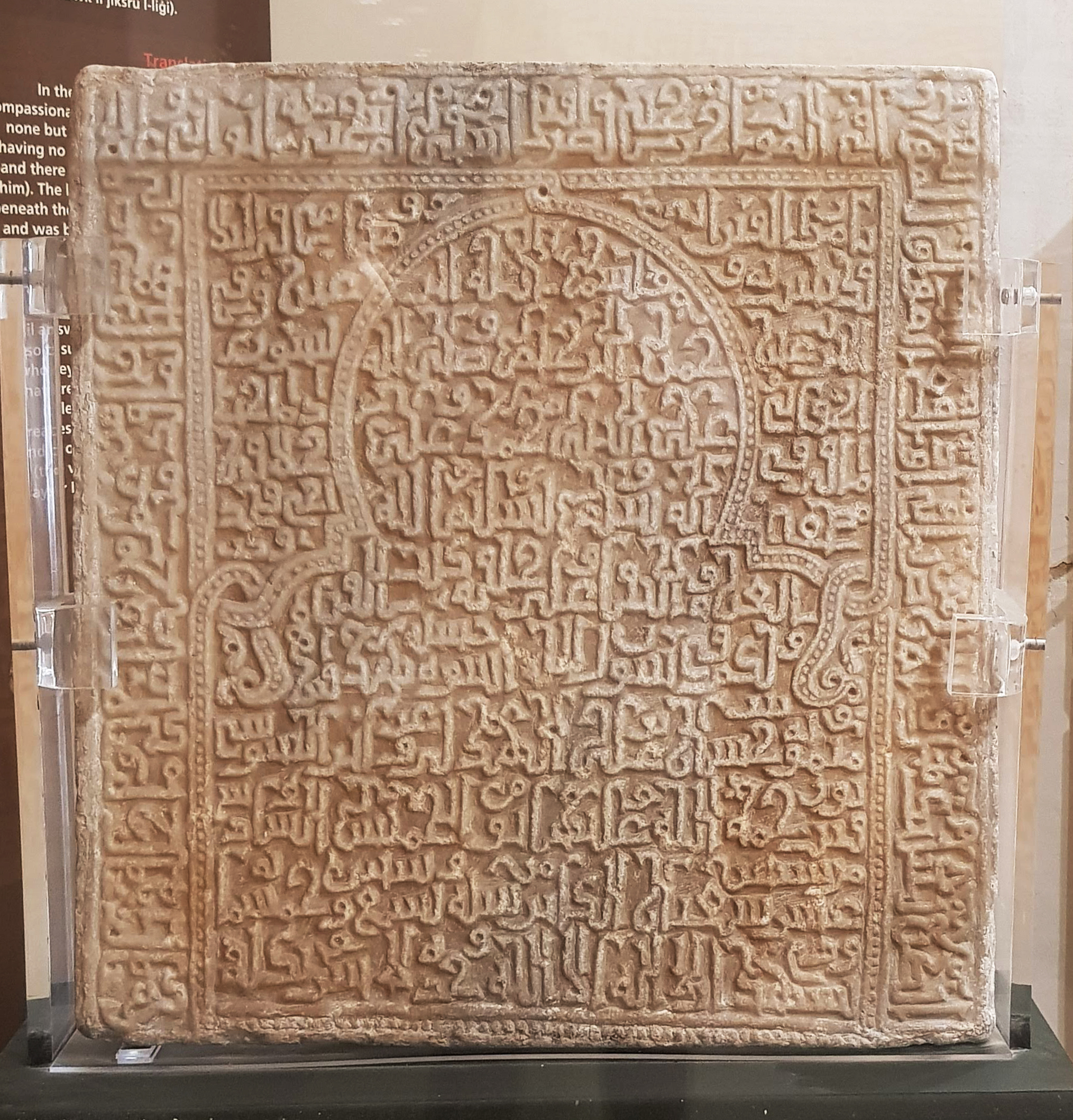
Kamień Majmuny

Kamień Majmuny (ang. The Maymūnah Stone, malt. il-Ġebla ta 'Majmuna lub il-Ħaġra ta' Majmuna, arab. ‏شاهد قبر ميمونة‎) – marmurowy nagrobek z XII wieku (pochodzenia rzymskiego), który, jak się uważa, został odkryty w Xewkiji (Gozo) na Malcie. Według sędziego i historyka Giovanniego Bonello, kamień Majmuny jest spektakularnym wizualnym reliktem islamskiej obecności na Malcie. Obecnie jest wystawiany w Muzeum Archeologii Gozo w Cittadelli w Rabacie na Gozo.   

## Opis

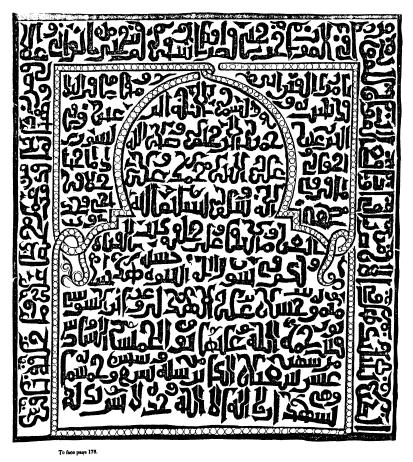
Kopia nagrobka (1841).

Marmur, z którego wykonano nagrobek był pierwotnie użyty w okresie rzymskim, jak wskazuje jego tylna strona: płaskorzeźba w formie róży została wyrzeźbiona w rzymskim stylu architektonicznym. Kamień został później ponownie użyty do sporządzenia nagrobka. Jest to jedyny muzułmański kamień nagrobny z tamtego okresu na Malcie, który zachował się nienaruszony w swoim oryginalnym rozmiarze, i jedyny, na którym podana jest data.
Kamień Majmuny to nagrobek dziewczynki o imieniu Majmuna, która zmarła 21 marca 1174. Jest to marmurowa płyta z rzymskimi dekoracjami na odwrocie (takie ponowne użycie było powszechne w muzułmańskiej Afryce Północnej). Napis kuficki w języku arabskim w przybliżeniu przekłada się na:

W imię Allaha, miłosiernego i współczującego. Niech On będzie łaskawy prorokowi Mahometowi i jego naśladowcom i obdarzy ich wiecznym zbawieniem.

Bóg jest wielki i wieczny, i zadecydował, że jego stworzenia powinny umrzeć. Świadczy o tym prorok Allaha.

To jest grób Majmuny, córki Hassana, syna Alego al-Hudali, znanego jako Ibn as-Susi. Umarła - miłosierdzie Allaha nad nią - w czwartek, 16 dnia miesiąca szaban roku 569, wyznając, że jest tylko jeden Bóg, który nie ma sobie równych.

Rozejrzyj się! Czy jest coś wiecznego na ziemi; coś, co odstręcza lub rzuca zaklęcie na śmierć? Śmierć okradła mnie z pałacu i, niestety, ani drzwi, ani zasuwy nie mogły mnie uratować. Wszystko, co uczyniłem za mojego życia, pozostaje i będzie policzone.

O ty, który patrzysz na ten grób! Jestem już w nim pochłonięty, a kurz osiadł mi na oczach. Na mojej sofie w mojej siedzibie nie ma nic oprócz łez, a co się stanie podczas mojego zmartwychwstania, kiedy pojawię się przed moim Stwórcą? O mój bracie, bądź mądry i pokutuj.

Napis pochodzi z 1174, prawie sto lat po inwazji Normanów na Maltę w 1091. Uważa się, że islam pozostał dominującą religią na Malcie aż do wygnania muzułmanów w 1224.

## Najnowsza historia

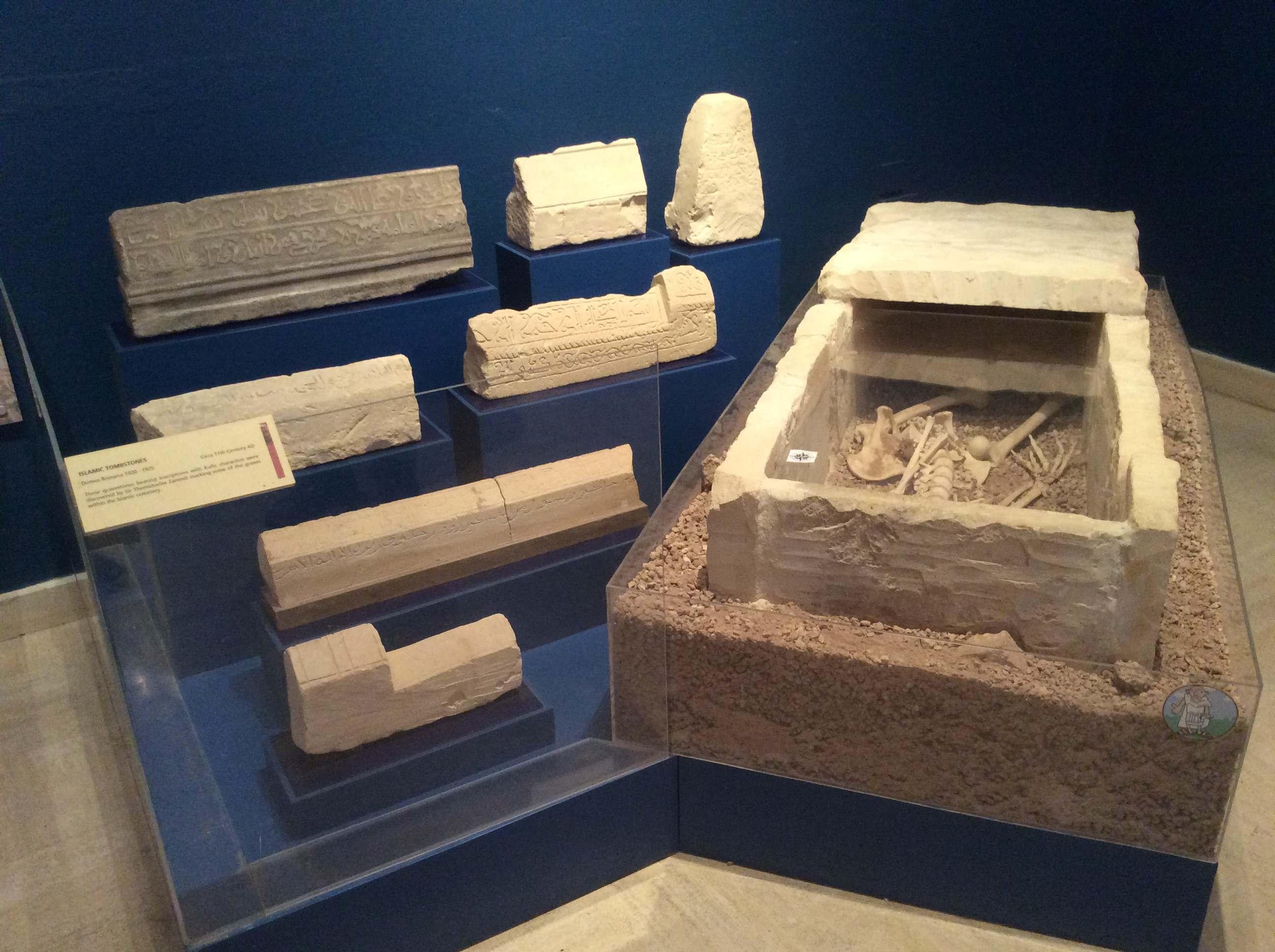
Inne muzułmańskie znaleziska pogrzebowe odkryte w Domvs Romana w Rabacie na Malcie

Data i miejsce odkrycia kamienia Majmuny nie są znane. Tradycyjnie uważa się, że kamień został znaleziony na obszarze znanym jako Ta’ Majmuna, pomiędzy wioskami Xewkija i Sannat na Gozo. Jednak możliwe jest również, że kamień w ogóle nie został znaleziony na Malcie i może pochodzić z Tunezji w północnej Afryce.
W swojej książce „Malta illustrata ovvero descrizione di Malta isola del Mare Siciliano e Adriatico” z 1772 hrabia Giovannantonio Ciantar napisał o kamieniu i zilustrował go, ale nie był w stanie rozszyfrować jego pisma. Ciantar napisał, że nagrobek znajdował się na dziedzińcu prywatnej rezydencji.
W 1799 podczas powstania maltańskiego przeciwko francuskiej okupacji, car Paweł I wysłał dyplomatę Andrieja Italinskiego, aby zapewnić powstańców o rosyjskim poparciu. Podczas swojego pobytu na Malcie Italinski zbadał kamień, i był pierwszą osobą, której udało się rozszyfrować część jego napisu.
W niedatowanym albumie z początku XIX wieku ojciec Giuseppe Carmelo Gristi odnotował, że kamień został odkryty „na Malcie” i został zachowany w rezydencji barona Muscata w Valletcie. W 1839 kamień należał do rodziny Xara i ostatecznie został przekazany baronowi Giuseppe Marii de Piro. W 1845 de Piro podarował go Bibliotece Narodowej.
Kamień znajduje się od 1960 w zbiorach Muzeum Archeologii Gozo. Został nazwany „dumą i radością” muzeum.

## Zobacz także
- islam na Malcie